# Lago Cúrcio
O Lago Cúrcio (em latim: Lacus Curtius) é um buraco misterioso no piso do Fórum Romano, atualmente de pequenas dimensões por ter sido preenchido e coberto pelo pavimento antigo, mas que segundo as fontes antigas teria consistido de uma fenda de grande profundidade. Sua natureza e importância na história antiga de Roma já estava envolta em mistério desde pelo menos o período republicano. O nome do local parece estar associado à gente Cúrcia, uma família romana antiquíssima, com origens sabinas, especialmente Caio Cúrcio Filão, cônsul em 445 a.C., que, segundo o historiador Marco Terêncio Varrão, teria sido atingido por um raio.
Era visto com uma espécie de veneração pelos antigos romanos, e a história a seu respeito repetida com maior frequência era a que Lívio narrou: Roma, estava diante de uma ameaça ou perigo iminente e, segundo um oráculo consultado, tal ameaça só seria evitada caso a cidade arremessasse na fenda ou seja sacrificasse seu bem considerado mais valioso. Um jovem cavaleiro chamado Marco Cúrcio,  entendeu que o que Roma tinha de mais precioso era a vida de um romano abnegado e corajoso. Ao se arremessar, com seu cavalo no buraco, a terra teria se fechado sobre ele, e Roma foi salva.

Em outra versão da história, Tito Lívio afirma que o lago Cúrcio teria recebido o nome de Mécio Cúrcio, um cavaleiro sabino que pulou ou foi empurrado para dentro da fenda enquanto combatia Rômulo, durante a guerra iniciada após o rapto das sabinas. Essa versão é confirmada por Plutarco, na biografia que faz da vida do fundador de Roma (Vidas Paralelas, Rômulo, XXVII).:
«Ora, acidentalmente, alguns dias antes o rio Tibre transbordara, daí resultando um atoleiro mais profundo do que parecia visto de cima, porque ficava em lugar plano, no ponto mesmo onde está a grande praça de Roma: tal não se reconhecia à primeira vista, porque a parte superior formava uma crosta, de modo que era fácil cair dentro e difícil sair, pois a parte inferior afundava. Assim, teriam os sabinos dado diretamente dentro, não fora o perigo por que passara Cúrcio, que afortunadamente os livrou disso. Era ele um dos mais nobres e mais valentes homens dos sabinos, e tendo montado um corcel, marchava bem distante, em frente à tropa dos outros. O corcel foi lançar-se dentro do atoleiro e ele, que estava em cima, sentindo-o afundar, tratou logo de o fazer sair dali, à força de o picar e fatigar; mas, por fim, vendo que não podia livrar-se, deixou-o e se salvou. O lugar onde isso aconteceu é ainda hoje chamado por seu nome, Lacus Curtius.»